# Painted Skin
Painted Skin (caratteri cinesi: 画皮之阴阳法王; pinyin: Huà Pí Zhī Yīnyáng Fǎwáng) è un film del 1993 diretto da King Hu con Adam Cheng, Joey Wong e Sammo Hung.
La storia del film è basata, sebbene in modo molto generico, sulla raccolta di racconti di Pu Songling Racconti straordinari dello studio Liao.

## Trama
Uno studioso incontra, sulla via di casa, una bellissima fanciulla che porta a casa con l'intenzione di farne una sua concubina. Per caso, egli e la moglie scoprono che la fanciulla è un fantasma, che deve "dipingersi" ed impiantarsi una maschera di pelle sulla faccia per sembrare umana. Terrorizzato, lo studioso chiede aiuto a due monaci taoisti, che gli donano uno speciale frustino per tenere il fantasma alla larga. Tuttavia, sembra che il fantasma sia benevolo e non abbia intenzioni malvagie, in quanto cerca solo di scappare dalla morsa di un crudele Re Yin-Yang, spirito potente e senza faccia che va e viene tranquillamente tra il mondo mortale e quello degli spiriti, e che sembra avere il controllo del destino di alcune anime recentemente decedute.
I due monaci taoisti si battono contro il Re per liberare il fantasma della fanciulla, ma si accorgono di essere troppo deboli nei suoi confronti. Mandano, quindi, il fantasma buono a rintracciare un potente maestro taoista che vive in campagna. Nel frattempo, il Re Yin-Yang entra in possesso dell'anima dello studioso, ed inizia ad instaurare il caos nel mondo mortale. Alla fine, i due monaci taoisti riescono a trovare e convincere il Gran Maestro, che li aiuta a distruggere lo spirito malvagio ed a riportare pacificamente il fantasma della fanciulla nell'Ade.